# Kool-Aid Man (jeu vidéo, Intellivision)
Pour le jeu vidéo sorti sur Atari 2600, voir Kool-Aid Man (jeu vidéo, Atari 2600).
Kool-Aid Man est un jeu vidéo publicitaire développé et édité par Mattel Electronics, sorti en 1983 sur la console Intellivision. Il met en scène Kool-Aid Man, un pichet anthropomorphe à pattes d'éléphant, mascotte de la marque de préparation pour boisson Kool-Aid, alors propriété de General Foods. Mattel a également développé une version Atari 2600, éditée par son label M Network, mais il s'agit d'un jeu totalement différent.
Le jeu a d'abord été distribué uniquement par correspondance, en échange de preuves d'achats de la préparation pour boisson, avant d'être vendu de façon traditionnelle.

## Système de jeu
Deux enfants sont piégés dans une maison où errent des Thirsties (« Assoiffés »), créatures anthropomorphes en forme de soleil, ennemies de Kool-Aid Man, essayant de les attraper. Le joueur doit aider les enfants à rassembler tous les ingrédients nécessaires à la préparation d'une boisson gazeuse aux fruits afin que Kool-Aid Man vienne à la rescousse.

## Développement

La mascotte Kool-Aid Man, représentée sur une pochette de boisson Kool-Aid Jammers

Fin 1982, Mattel vient de passer un accord de principe pour la sortie, simultanément sur Intellivision et Atari 2600, d'un jeu basé sur le personnage de Kool-Aid Man, dans le cadre de la nouvelle campagne publicitaire de General Foods. Le jeu doit être livré 6 mois plus tard. Les discussions sont tendues, entre le service marketing de Mattel et l'équipe de programmeurs, sur la façon de gérer au mieux un délai aussi court et les contraintes de chaque plateforme. Il est finalement décidé de développer deux jeux différents, chacun exploitant au mieux les possibilités de sa machine. Il est spécifiquement demandé aux programmeurs d'éviter toute référence ou allusion cachée au suicide collectif de Jonestown, qui reste associé à l'image de la marque (« Drinking the Kool-Aid »).
L'équipe chargée de cette version Intellivision est composée de Mark Kennedy et Vladimir Hrycenko pour la conception, Mark Kennedy pour la programmation et Monique Lujan-Bakerink pour les graphismes.

## Accueil
Kool-Aid Man a été désigné « jeu vidéo le plus stupide de 1983 » par un magazine, ajoutant « Quelle est la prochaine étape, le jeu Bibendum Michelin ? ». Dix ans après la sortie du titre, Bill Kunkel le cite dans son « Licensing Hall of Shame » comme exemple de « mauvaise idée de licence d'un sombre passé ». Steven Orth le qualifie de « tout simplement affreux », tout en saluant la représentation « décente » d'un intérieur de maison en 3D.
General Foods fut ravi du résultat et des retombées de la publicité, et manifesta son intérêt pour une suite au jeu, mais Mattel subissait de plein fouet les effets du krach du jeu vidéo et la proposition ne fût pas suivie d'effet.